# Casa Chadwick
La Casa Chadwick es una vivienda típica de estilo neoclásico ubicada en la ciudad de La Serena, en la Región de Coquimbo, en Chile.
Es una construcción de adobe que consta de dos pisos organizada en torno a dos patios interiores. Representa un claro ejemplo de la arquitectura privada serenense de la segunda mitad del siglo XIX. Es una de las pocas residencias que aún conserva todos los elementos originales y su estructura no ha sido modificada.
Se ubica sobre la calle Los Carreras al 281, en el casco histórico de la ciudad. Junto a la Casa Piñera, la Casa Claussen, la Casa Herreros, la Casa Carmona y otras iglesias forma parte del patrimonio histórico de La Serena. 
Fue declarada Monumento Histórico Nacional el día 12 de febrero de 1981.

## Historia

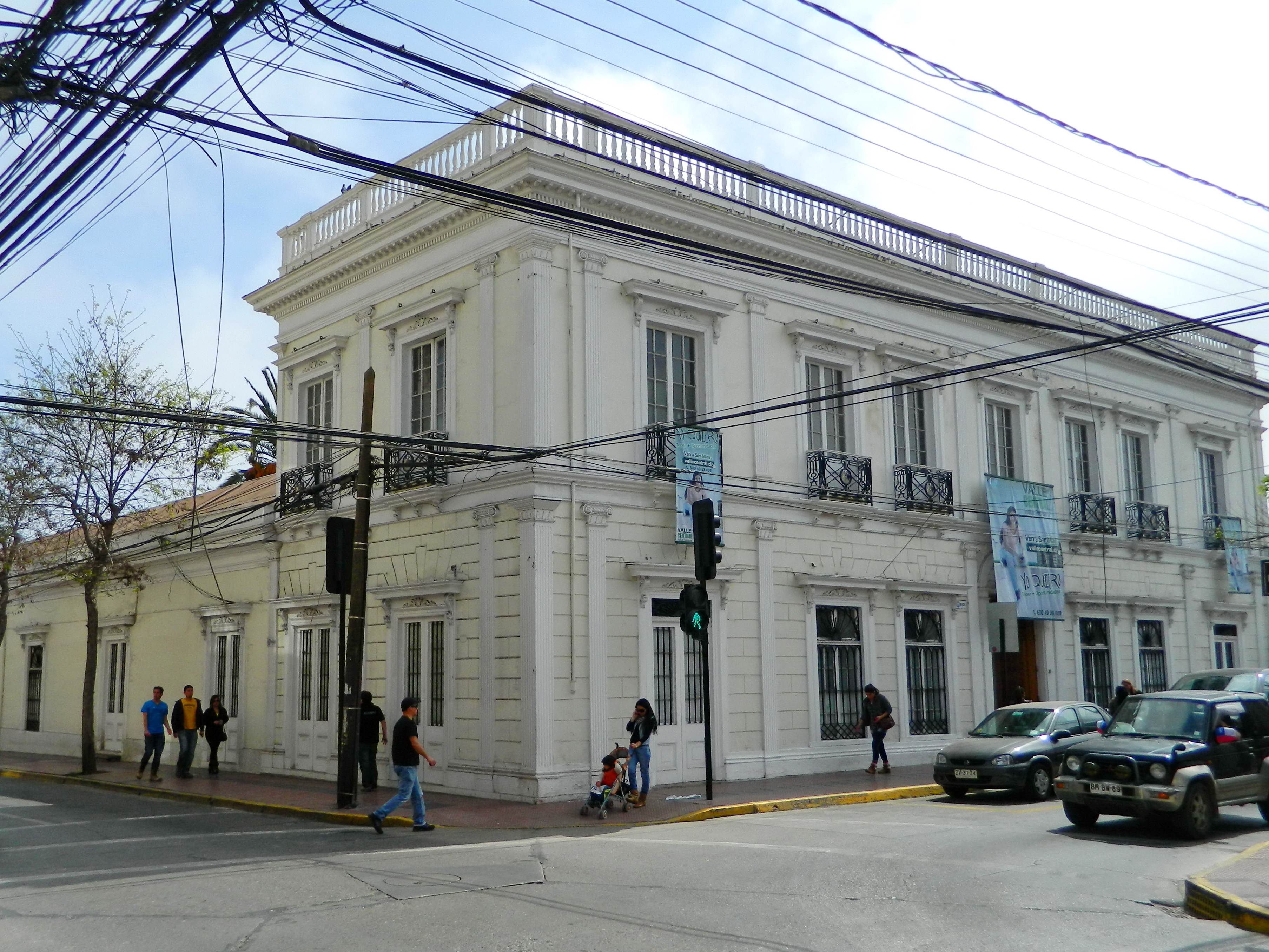
La Casa Chadwick, en el casco histórico de La Serena.

La vida urbana en la zona no logró gran desarrollo en la época colonial, concentrándose gran parte de la población en torno a sectores rurales desenvolviéndose en trabajos agrícolas(haciendas) o mineros, esto produjo un impacto negativo en La Serena convirtiéndola durante el siglo XVIII en una ciudad de exiguas entradas económicas y de escasa población.
Las viviendas privadas hasta inicios del siglo XIX eran de humilde factura, siendo las únicas construcciones destacadas hasta esa fecha las realizadas por las iglesias, que traían piedra labrada del Alto de Peñuelas. En 1825, con el descubrimiento de la mina de plata de Arqueros, comienza un gran auge económico que transforma totalmente la fisionomía de la ciudad
La Casa Chadwick fue construida entre los años 1865 y 1870 por Bartolo Varela como una vivienda residencial destinada a la familia Varela Pérez. El trabajo de conservar el inmueble fue obra de José Chadwick Valdés.
El 12 de febrero de 1981, fue declarada Monumento Histórico Nacional por medio del Decreto Supremo n° 499. En la actualidad funciona aquí el Instituto Profesional de Chile, donde se dictan diferentes carreras. 
Se puede visitar y recorrer el interior del edificio pidiendo autorización en la entrada.

## Arquitectura

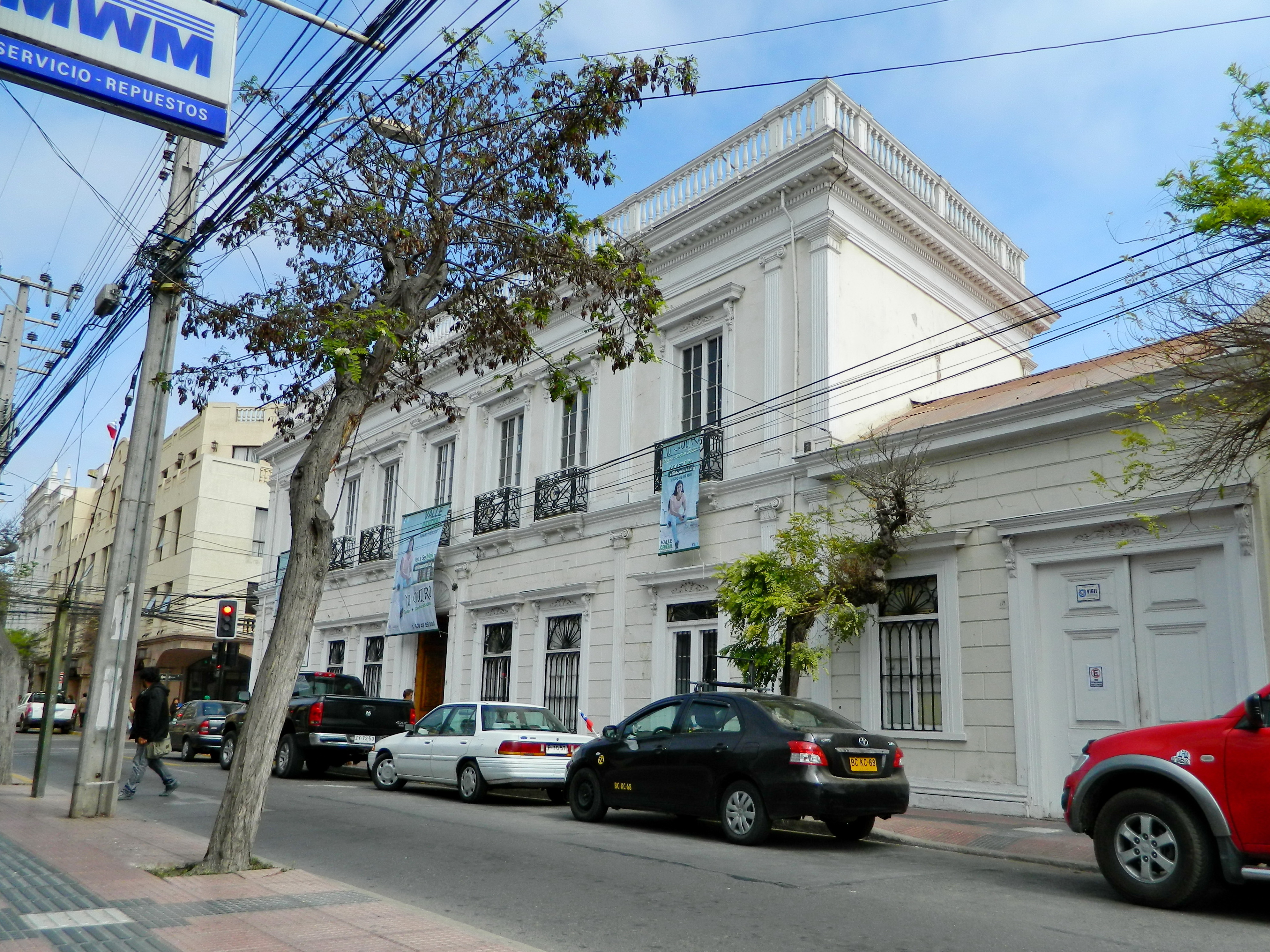
Vista de la Casa Chadwick en la calle Los Carrera.

La residencia es una construcción de adobe de dos pisos de estilo neoclásico, que representa un claro ejemplo de la arquitectura serenense de la segunda mitad del siglo XIX. 
Con una imponente fachada, el edificio se compone de dos cuerpos: el inferior con decoraciones hechas en madera y ventanas con trabajadas rejas, y el piso superior que cuenta con puertas, ventanas y balcones de fierro con escudos republicanos. El edificio tiene un falso balcón de madera torneada. Sus patios interiores son de una singular belleza.
Actualmente, conserva todos los elementos originales y su estructura en sí misma no ha sido modificada.
En ocasiones especiales se realizan recreaciones de la Casa Chadwick, donde los participantes se visten con trajes y ropas típicas de la época.